# Paspalum reclinatum
Paspalum reclinatum är en gräsart som beskrevs av Mary Agnes Chase. Paspalum reclinatum ingår i släktet tvillinghirser, och familjen gräs. Inga underarter finns listade i Catalogue of Life.